# Qu'est-ce qui fait courir David?
Qu'est-ce qui fait courir David ? je francouzský hraný film z roku 1982, který režíroval Élie Chouraqui podle vlastního scénáře. Snímek měl světovou premiéru 5. května 1982.

## Děj
Třicetiletý David pracuje na scénáři svého nového filmu. Evokuje jeho židovský původ, dětství, dospívání, vztah k rodičům, vzpomínky na rodinný dům v Jullouville. Jeho přítelkyni Anně, se kterou žije, se jeho scénář nelíbí a opouští ho. Oba se však opět potkají v Jullouville, když zemře Davidova matka. David mezitím upravil svůj scénář a chystá se režírovat vlastní film s Hélène, svou bývalou láskou, která je nyní hvězdou.

## Obsazení
| Francis Huster   | David                  |
| Nicole Garcia    | Anna                   |
| Charles Aznavour | Léon, Davidův otec     |
| Michel Jonasz    | Simon                  |
| André Dussollier | Guy                    |
| Anouk Aimée      | Hélène                 |
| Nathalie Nell    | France                 |
| Magali Noël      | Sarah, Davidova matka  |
| Charles Gérard   | William                |
| Katia Tchenko    | Rose                   |
| Danièle Delorme  | Georges                |
| Maurice Bénichou | Albert                 |
| Patrice Melennec | muž v telefonní budce  |
| Nicolas Hossein  | Nicolas                |
| Caroline Varon   | France v 15 letech     |
| Geneviève Mnich  | Rebecca                |
| Josée Yanne      | Lou                    |
| Alexandre Buenos | Alexandre              |
| Mathé Souverbie  | tanečnice na bar micva |

## Ocenění
- César: nejlepší střih (Noëlle Boisson); nominace v kategoriích nejlepší herec ve vedlejší roli (Michel Jonasz), nejlepší původní scénář (Élie Chouraqui)